# Cochranella geijskesi
"Cochranella" geijskesi
Espèce
Synonymes
- Centrolenella geijskesi Goin, 1966

Statut de conservation UICN

 DD  : Données insuffisantes
"Cochranella" geijskesi est une espèce d'amphibiens de la famille des Centrolenidae. Depuis la redéfinition du genre Cochranella, il est évident que C. geijskesi n'appartient pas à ce genre mais aucun autre genre n'a pour l'instant été proposé de manière formelle.

## Répartition
Cette espèce est endémique du Suriname. Elle se rencontre de 500 à 600 m d'altitude sur le versant Sud des monts Wilhelmina.

## Étymologie
Cette espèce est nommée en l'honneur de Dirk Cornelis Geijskes (1907-1985).

## Publication originale
- Goin, 1966 : A new frog of the genus Centrolenella from Suriname. Studies on the Fauna of Suriname and Other Guyanas, vol. 8, p. 77-80.